# Aldyr Schlee

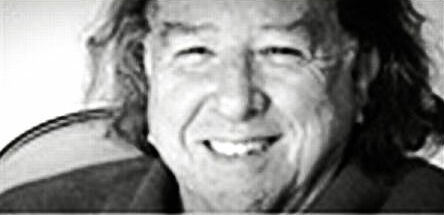
Aldyr Schlee (2013)

Aldyr Garcia Schlee (* 22. November 1934 in Jaguarão (RS); † 15. November 2018 in Pelotas (RS)) war ein brasilianischer Schriftsteller, Journalist, Übersetzer und Zeichner. Daneben wurde er bekannt als Erfinder der Spielkleidung der brasilianischen Fußballnationalmannschaft.

## Leben
Der Doktor der Ciências Humanas (Geisteswissenschaften) hat sechs eigene Bücher mit Kurzgeschichten veröffentlicht und war an verschiedenen Anthologien mit Kurzgeschichten und Essays beteiligt. Seine Werke, in portugiesischer oder spanischer Sprache veröffentlicht, beschäftigen sich oft mit den Beziehungen zum Nachbarland Uruguay, an dessen Grenze er aufwuchs, sowie der Gaúcho-Kultur seines Heimatstaates Rio Grande do Sul. Er arbeitete für die Zeitung Última Hora als Reporter und Redakteur und gehörte zu den Gründern des Instituts für Journalismus der Universidade Católica de Pelotas, der Katholischen Universität von Pelotas. Später war er Professor für internationales Recht an der Universidade Federal de Pelotas.
Schlee wurde als 19-Jähriger bekannt, als er 1953 einen Designwettbewerb für das Trikot der brasilianischen Fußballnationalmannschaft gewann. Der brasilianische Verband hatte nach der Niederlage gegen Uruguay bei der WM 1950 beschlossen, die traditionellen weißen Trikots abzuschaffen. Ein Wettbewerb für eine neue Spielkleidung wurde ausgelobt. Die neuen Trikots sollten die Nationalfarben enthalten. Schlee gewann unter 201 Bewerbern den Wettbewerb; seine Idee: Trikots gelb wie Kanarienvögel, Hose himmelblau, Stutzen weiß mit blauen Applikationen. Als Preis erhielt Schlee eine Summe von umgerechnet etwa 8000 Euro sowie eine Studienreise zur Zeitung Correio da Manhã nach Rio de Janeiro, während der er bekannte zeitgenössische Journalisten kennenlernte. Pikantes Detail am Rande: Schlee, der nur 200 Meter von der Grenze zu Uruguay entfernt geboren wurde, war Anhänger der uruguayischen Mannschaft.
Im Jahre 2008 lebte Schlee in Capão do Leão in der Nähe von Pelotas. Er hatte drei Söhne und drei Enkel; in seiner Freizeit spielte er Futebol de Botão, das in Brasilien populäre Knopffußballspiel, vergleichbar mit dem österreichischen Pfitschigogerl.

## Werke (Auswahl)
- 2000: Contos de Verdades, Kurzgeschichten
- 1998: Linha Divisória, Kurzgeschichten
- 1997: Contos de Futebol, Kurzgeschichten
- 1983: Contos de Sempre, Kurzgeschichten
- 1991: El dia en que el papa fue a Melo (1999 neu aufgelegt in portugiesischer Sprache als O Dia em que o Papa foi a Melo)
- 1984: Uma Terra Só, Kurzgeschichten